# Смелянский молочноконсервный комбинат
Смелянский молочноконсервный комбинат — предприятие пищевой промышленности в городе Смела Смелянского района Черкасской области Украины.

## История
В ходе Великой Отечественной войны 4 августа 1941 года город Смела был оккупирован немецкими войсками, 29 января 1944 - освобождён советскими войсками. Отступавшие гитлеровцы полностью разрушили железнодорожный узел, промышленные предприятия и предприятия коммунального хозяйства, здания школ и культурно-просветительских учреждений, а также свыше 870 жилых домов. 
Восстановление города началось после окончания боевых действий, а в соответствии с четвёртым пятилетним планом восстановления и развития народного хозяйства СССР было принято решение о строительстве здесь молочного завода.
В 1951 году Смелянский завод по производству молочных консервов был введён в эксплуатацию. Позднее он был реконструирован, оснащён новым оборудованием и преобразован в Смелянский молочноконсервный комбинат.
Предприятие действовало в производственной кооперации с другими предприятиями города (в частности, сахарный комбинат обеспечивал поставки сахара для производства консервированного сгущённого молока), его продукция продавалась на территории СССР и поставлялась на экспорт.
В 1970 году горсоветом и горисполкомом Смелы был утверждён перспективный план экономического и социального развития города на 1971 - 1975 годы, который предусматривал газификацию города и повышение эффективности работы промышленных предприятий (в том числе, молочноконсервного комбината) в соответствии с девятым пятилетним планом развития народного хозяйства СССР. 
В целом, в советское время молочноконсервный комбинат входил в число ведущих предприятий города.
После провозглашения независимости Украины комбинат перешёл в ведение Государственного комитета пищевой промышленности Украины. В дальнейшем, государственное предприятие было преобразовано в открытое акционерное общество.

## Деятельность
Предприятие осуществляет переработку коровьего молока и производит пастеризованное питьевое молоко и молочные консервы (сгущённое молоко с сахаром).